# سیارک ۱۱۱۴۴
سیارک ۱۱۱۴۴ (به انگلیسی: 11144 Radiocommunicata، نامگذاری:1997CR1) یازده هزار و صد و چهل و چهارمین سیارک کشف شده‌است که در ۲ فوریه ۱۹۹۷ کشف شد.
قدر مطلق سیارک برابر ۱۴٫۰۰ است.